# Kanton Vielmur-sur-Agout
Kanton Vielmur-sur-Agout is een voormalig kanton van het Franse departement Tarn. Kanton Vielmur-sur-Agout maakte deel uit van het arrondissement Castres en telde 5116 inwoners in 1999. Het werd opgeheven bij decreet van 17 februari 2014 met uitwerking op 22 maart 2015.

## Gemeenten
Het kanton Vielmur-sur-Agout omvatte de volgende gemeenten:
- Carbes
- Cuq
- Fréjeville
- Guitalens-L'Albarède
- Sémalens
- Serviès
- Vielmur-sur-Agout (hoofdplaats)